# تپه کارخانه ۲ ۵ - K
تپه کارخانه ۲ ۵ - K مربوط به دوره اشکانیان است و در شهرستان کنگاور، روستای کارخانه واقع شده و این اثر در تاریخ ۱۰ دی ۱۳۸۱ با شمارهٔ ثبت ۶۶۲۶ به‌عنوان یکی از آثار ملی ایران به ثبت رسیده است.